# Culture de Khvalynsk
La culture de Khvalynsk est une culture archéologique énéolithique (âge du cuivre) du Ve millénaire av. J.-C. (c. 4900 - 3500 avant notre ère). Elle a été identifiée à partir du site archéologique à Khvalynsk en Russie (d'où son nom) mais s'étend à toute la région de la Volga moyenne, dans la zone nord-est des steppes pontiques. 
La culture de Khvalynsk est importante de par l'apparition de nombreuses « innovations » dans cette zone steppique : apparition des premiers objets en cuivre, de reste de moutons, chèvres et bovins. Tout comme la culture de Samara qui la précède, la culture de Khvalynsk est aussi caractérisée par la présence de poteries et de reste de chevaux, bien qu'aucune trace d'agriculture ou de domestication du cheval n'ait pu être établi (les poteries servaient probablement au stockage de nourriture animale). La culture de Khvalynsk est contemporaine de la culture de Repin située plus au sud, et précède la culture de Yamna.
Elle a été aussi rapprochée de la culture de Sredny Stog et de celle de Novodanylivka (qui s'est diffusée du Dniestr au Donets), notamment par la présence du cheval et les rites funéraires. Les tombes sont plates, parfois recouvertes de pierre ; cette culture n'édifiait pas de kourganes.

## Historique et sites archéologiques
Une tombe individuelle a été trouvée en 1929 à Krivoluchie avec des objets funéraires. Les restes ont été placés sur de l'ocre, face visible, les genoux contractés. 
Lorsque la première partie du cimetière énéolithique (Khvalynsk I) a été découverte en 1977-1979, les tombes présentaient de nombreux traits matériels et rituels qui ont été rapidement reconnus comme similaires et probablement ancestraux aux coutumes de la culture de Yamna, mais sans les kourganes caractéristiques de cette culture. Avec la découverte d'un deuxième terrain funéraire (Khvalynsk II) à 120 m au sud en 1987-1988, Khvalynsk est devenu le plus grand cimetière énéolithique fouillé dans les steppes Don-Volga-Oural (201 tombes enregistrées), daté d'environ 4 500 – 4 300 avant notre ère. Il possède le plus grand assemblage de cuivre du Ve millénaire avant notre ère dans les steppes (373 objets) et le plus grand assemblage d'animaux domestiques sacrifiés (au moins 106 ovins-caprins, 29 bovins et 16 chevaux) ; et il a produit quatre masses en pierre polie à partir de contextes funéraires bien documentés.
Le site type de Khvalynsk est un cimetière de 30 m sur 26 m, contenant environ 158 squelettes, principalement dans des tombes uniques, mais environ deux à cinq ensemble. Ils ont été enterrés sur le dos avec les genoux contractés. Douze tombes étaient couvertes de cairns de pierre. Des zones sacrificielles similaires à celles de la culture de Samara ont été trouvées, contenant des restes de chevaux, de bovins et de moutons.
Un kourgane en terre de 67 m de haut, d’une trentaine de mètres de diamètre, à Naltchik, contenait 121 sépultures individuelles placées face visible, les genoux contractés, sur des ocres recouverts de pierre.

## Vestiges

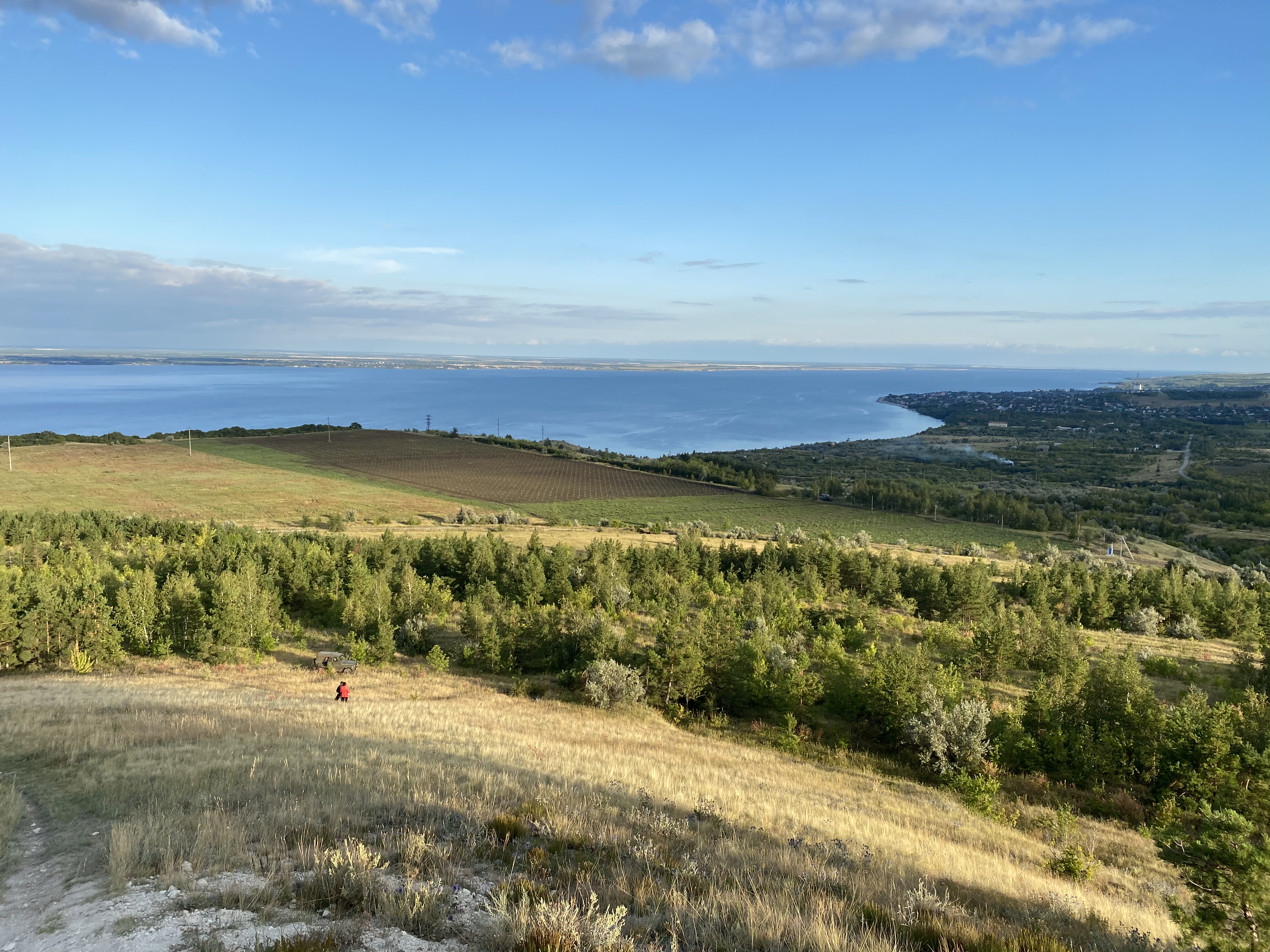
Vue sur Khvalynsk depuis les « Trois cônes »

Khvalinsk témoigne du développement futur du kourgane. Celui-ci a commencé à Samara avec des tombes individuelles ou de petits groupes parfois sous la pierre. Dans la culture de Khvalinsk, on trouve des tombes de groupe, qui ne peuvent être communes que sur une base quelconque, familiale ou locale, ou les deux à la fois.
Le site de Khvalynsk est de loin le plus grand cimetière fouillé de type Khvalynsk; la plupart des autres contiennent moins de 10 tombes. A Khvalynsk, la plupart des défunts étaient placés dans des fosses de groupe, un peu comme des tombes de la culture Dniepr-Donets II (DDII), mais les groupes sont beaucoup plus petits, ne contenant que deux à six personnes (peut-être des familles) enterrées les unes sur les autres. Un tiers des tombes sont des tombes uniques, ce qui constitue un changement par rapport à la coutume communale de DDII. Seuls les mâles matures, âgés de 30 à 50 ans, ont été exposés et désarticulés avant l'inhumation, probablement une expression d'un statut masculin amélioré, ce qui souvent associé à l'introduction d'économies d'élevage ailleurs dans le monde. Peu d'enfants ont été enterrés dans le cimetière (13 sur 158), mais ceux qui ont été inclus parmi les individus les plus richement ornés, indiquant à nouveau peut-être que le statut a été hérité. La posture d'enterrement standard était sur le dos avec les genoux relevés, une pose distinctive. La plupart avaient la tête au nord et à l'est, une orientation constante qui était absente des cimetières DDII. La posture particulière et l'orientation standard se sont ensuite répandues dans les coutumes funéraires de la steppe.
Bien qu'il existe des disparités dans la richesse des biens funéraires, il ne semble pas y avoir de marqueur spécial pour le chef. Ce déficit n'exclut pas la possibilité d'un chef. Dans les derniers kourganes, on constate que le kourgane est exclusivement réservé à un chef et à sa suite, à l'exclusion des gens ordinaires. Cette évolution suggère une disparité croissante de la richesse, qui implique à son tour une augmentation de la richesse de l'ensemble de la communauté et une augmentation de la population. L’explosion de la culture kourgane hors de sa steppe occidentale doit être associée à une expansion de la population. Les causes de ce succès et de cette expansion restent obscures.
Nous savons que le métal était disponible dans le Caucase et dans le sud de l'Oural. Néanmoins, selon Anthony et al. (2022), l'origine du cuivre de Khvalynsk est située dans les Balkans. Les tombes de Khvalynsk comprenaient des anneaux en métal et certains en spirale. Cependant, rien n'indique une utilisation autre que celle d'ornement. La qualité des armes et des instruments en pierre atteint un sommet. La tombe de Krivoluchie, que Gimbutas considérait comme celle d’un chef, contenait une longue dague en silex et des pointes de flèches acérées, toutes soigneusement retouchées des deux côtés. En outre, il existe une tête de hache en porphyre. Ces artefacts sont de types qui apparaissent peu de temps après en métal. Il existe également de nombreuses preuves de bijoux personnels : perles de coquille, dents de pierre et d'animaux, bracelets de pierre ou d'os, pendentifs de défense de sanglier. Les animaux dont les dents sont venues décorer les putatifs Indo-européens sont le sanglier, l'ours, le loup, le cerf et autres.
Les biens durables ne montrent aucune trace d'une grande richesse. Il existe certaines preuves que la richesse peut avoir consisté en biens périssables. En fait, dans beaucoup de cultures similaires des temps ultérieurs, la richesse résidait principalement dans le bétail. De ce point de vue, les os d'animaux présents dans les cimetières de Khvalynsk représentent les sacrifices funéraires d'au moins 151 mammifères: 106 ovins (moutons et chèvres), 29 bovins (bœufs et vaches) et 16 chevaux. On y trouve aucun animal sauvage. A Khvalynsk-I, 14% des sépultures sont associées à un sacrifice d'animal domestique. La présence dans une sépulture multiple de Khvalynsk-I contenant deux hommes adulte et une femme adulte de la phalange d'un cheval et des crânes de huit bœufs suggère que les invités du festin funéraire pouvaient être des centaines.
La céramique à fond arrondi décorée au peigne et au coquillage possède une grande ressemblance avec celle de la première phase de la culture yamna. La position des corps dans les sépultures allongés sur le dos, les genoux repliés vers le haut est également similaire à de nombreuses tombes yamnas, ainsi que la présence d'ocre rouge dans les sépultures des deux faciès culturels.

## Génétique et populations
Selon David Anthony, les camps de chasseurs-pêcheurs qui sont apparus pour la première fois dans la partie basse de la Volga vers 6200 av. J.-C. pourraient représenter la migration vers le nord de chasseurs-pêcheurs caucasiens (CHG) non mélangés originaires des steppes du Caucase du Sud-Est. Après 5 000 ans av. J.-C., des animaux domestiques sont apparus dans ces mêmes sites de la Basse-Volga et dans de nouveaux sites. Des restes d'animaux domestiques tués lors de sacrifices ont également été trouvés dans des tombes à Khvalynsk et à Ekaterinovka. Les gènes CHG et les animaux domestiques auraient afflué vers le nord dans la région de la Volga, et les gènes des Chasseurs-cueilleurs de l'Est européen (EHG), dans les steppes du Caucase du Nord, vers le sud. Ainsi ces deux composants se seraient mélangés. Après environ 4 500 av. J.-C., la culture archéologique de Khvalynsk unit les sites archéologiques de la Volga inférieure et moyenne en une culture archéologique variable dont les populations gardaient des moutons, des chèvres et du bétail (et éventuellement des chevaux domestiqués). Les populations énéolithiques de la steppe de la Volga ne présentaient aucune ascendance de fermier anatolien. La culture de Khvalynsk pourrait représenter la phase la plus ancienne des Proto-Indo-Européens.
Pour Anthony, il est possible d'appeler ce mélange pré-Yamna, car il constitue le meilleur ancêtre génétique connu à ce jour pour les génomes EHG/CHG R1b que l'on trouve dans les squelettes de la culture Yamna.